# منوچهر فصیحی
منوچهر فصیحی (زاده ۲ شهریور ۱۳۱۹) ورزشکار سابق شیرجه ایرانی است. او در ماده ۳ متر پرش مردان در بازی‌های المپیک تابستانی ۱۹۶۴ شرکت کرد. او همچنین در بازی‌های آسیایی ۱۹۵۸ توکیو مدال برنز گرفت.